# Kharkhari
Kharkhari è una suddivisione dell'India, classificata come census town, di 5.653 abitanti, situata nel distretto di Dhanbad, nello stato federato del Jharkhand. In base al numero di abitanti la città rientra nella classe V (da 5.000 a 9.999 persone).

## Geografia fisica
La città è situata a 23° 46' 33 N e 86° 13' 36 E.

## Società

### Evoluzione demografica
Al censimento del 2001 la popolazione di Kharkhari assommava a 5.653 persone, delle quali 3.102 maschi e 2.551 femmine. I bambini di età inferiore o uguale ai sei anni assommavano a 950, dei quali 456 maschi e 494 femmine. Infine, coloro che erano in grado di saper almeno leggere e scrivere erano 3.131, dei quali 2.061 maschi e 1.070 femmine.